# BMW 139
Il BMW 139 era un motore aeronautico radiale a 14 cilindri doppia stella, raffreddato ad aria realizzato dall'azienda tedesca BMW Flugmotorenbau GmbH nei tardi anni trenta e rimasto allo stadio di prototipo.

## Storia del progetto
Dopo la fondazione ufficiale della Luftwaffe, l'aeronautica militare della Germania del periodo nazista, il Reichsluftfahrtministerium (RLM), ovvero il ministero che aveva il totale controllo dell'aviazione tedesca del periodo, emanò una serie di specifiche atte a modernizzare con celerità la flotta aerea. Nell'ambito della ricerca tecnologica per fornire ai nuovi modelli prestazioni sempre superiori venne chiesto alle aziende motoristiche di sviluppare nuove unità che potessero sostituire il BMW 132, considerato oramai all'apice dello sviluppo, in grado esprimere potenze adeguate alle esigenze.
La direzione tecnica della BMW decise quindi di progettare un nuovo motore che sfruttasse al massimo le singole componenti del 132 e la soluzione più semplice era di raddoppiare la fila dei cilindri e portando ciascuna stella dagli originali nove a sette cilindri l'una, posizionati sfalsati in modo da ottimizzare l'afflusso d'aria di raffreddamento.
Le prime unità sperimentali, completate nel 1936, erano caratterizzate dagli ingombri ridotti, dote che avrebbe permesso una minore area frontale a vantaggio dell'aerodinamicità generale del velivolo, ed una volta provate al banco riuscirono ad erogare potenze sull'ordine dei 1 500 hp quindi in linea con le specifiche richieste.
Le prove in volo vennero compiute nell'ambito dello sviluppo del nuovo aereo da caccia Focke-Wulf Fw 190 equipaggiando i prototipi Fw 190 V1 e V2 ma una serie di problemi tecnici giudicati in seguito irrisolvibili ne pregiudicarono lo sviluppo.
Oltre ai problemi di gioventù legati all'affidabilità generale, anche a causa delle dimensioni compatte, la particolare soluzione della cappottatura motore, che provvedeva all'immissione di aria forzata per il raffreddamento ma che non riusciva ad essere sufficientemente efficiente, favoriva la propensione del motore a lavorare ad alte temperature.
Vista la difficile soluzione dei problemi venne deciso di annullarne lo sviluppo in favore del più promettente 801 ed il progetto venne annullato senza che venisse mai avviato alla produzione in serie.

## Velivoli utilizzatori
Germania
- Focke-Wulf Fw 190 V1 e V2 (prototipi)
- Junkers Ju 90 V6
- Junkers Ju 188 (solo a livello progettuale)